# Alexandra Danílova
Aleksandra Dionísievna Danílova (en ruso: Александра Дионисиевна Данилова; 20 de noviembre de 1903, Peterhof-13 de julio de 1997, Nueva York) fue una maestra y bailarina de ballet estadounidense, de origen ruso.
Asistió a la Escuela Imperial de Ballet en San Petersburgo y se volvió solista en el Teatro Mariinski, uniéndose en 1924 a los Ballets Rusos. Desde 1938 hasta 1952, danzó con el Ballet Ruso de Montecarlo, haciendo una gira mundial en calidad de prima ballerina.
Innovó en los papeles principales de los ballets El lago de los cisnes, Gaîté Parisienne, y Coppélia. Después de retirarse en 1957, se dedicó plenamente a su nueva ocupación como profesora académica de la Escuela de Ballet Estadounidense (School of American Ballet, SAB).